# Superliga azerska w piłce siatkowej kobiet
Azerska Superliga siatkarek; azers. Azərbaycan Volleybol Superliqası – najwyższa klasa siatkarskich rozgrywek ligowych kobiet w Azerbejdżanie. Pierwsze rozgrywki o mistrzostwo kraju odbyły się w sezonie 2002/03, tytuł mistrza Azerbejdżanu zdobyła drużyna Azerrail Baku.
Obecnie mistrzowski tytuł walczy 6 drużyn. Najwięcej zwycięstw w historii zanotowała Rabitə Baku -7 .

## Medaliści
| Sezon     | 1. miejsce    | 2. miejsce      | 3. miejsce      |
| --------- | ------------- | --------------- | --------------- |
| 2002/2003 | Azerrail Baku | Lokomotiv Baku  | Telecom Baku    |
| 2003/2004 | Azerrail Baku | Telecom Baku    | Lokomotiv Baku  |
| 2004/2005 | Azerrail Baku | Telecom Baku    | Lokomotiv Baku  |
| 2005/2006 | Azerrail Baku | Telecom Baku    | VK Baku         |
| 2006/2007 | Azerrail Baku | Telecom Baku    | VK Baku         |
| 2007/2008 | Azerrail Baku | Telecom Baku    | Lokomotiv Baku  |
| 2008/2009 | Telecom Baku  | Azerrail Baku   | Lokomotiv Baku  |
| 2009/2010 | Telecom Baku  | Lokomotiv Baku  | Igtisadchi Baku |
| 2010/2011 | Telecom Baku  | Azerrail Baku   | Igtisadchi Baku |
| 2011/2012 | Telecom Baku  | Lokomotiv Baku  | VK Baku         |
| 2012/2013 | Telecom Baku  | Igtisadchi Baku | Azerrail Baku   |
| 2013/2014 | Telecom Baku  | Azəryol Baku    | Igtisadchi Baku |
| 2014/2015 | Telecom Baku  | Lokomotiv Baku  | Azəryol Baku    |
| 2015/2016 | Azerrail Baku | Telecom Baku    | Lokomotiv Baku  |
| 2016/2017 | Telecom Baku  | Azerrail Baku   | Azəryol Baku    |